# Río Ems
El río Ems (en alemán: Ems, en bajo alemán: Eems o Iems, en neerlandés: Eems y en latín: Amisia) es un río que fluye por la parte noroccidental de Alemania. Corre de sur a norte a través de los estados federados de Renania del Norte-Westfalia (donde nace al sur del bosque de Teutoburgo) y de Baja Sajonia, desembocando en el mar del Norte. Exactamente lo hace en el amplio estuario que se forma en la frontera entre la región de Frisia oriental (Alemania) y la provincia de Groninga (Países Bajos).
Su longitud total es de 371 kilómetros y es el río alemán más largo que desde que nace hasta que desemboca no cambia de nombre y solo recorre este país.